# Hickory Hills (Mississipi)
Hickory Hills és una concentració de població designada pel cens dels Estats Units a l'estat de Mississipi. Segons el cens del 2000 tenia 3.046 habitants.

## Demografia
Segons el cens del 2000, Hickory Hills tenia 3.046 habitants, 1.085 habitatges, i 848 famílies. La densitat de població era de 219 habitants per km².
Dels 1.085 habitatges en un 40,1% hi vivien nens de menys de 18 anys, en un 60,6% hi vivien parelles casades, en un 12,2% dones solteres, i en un 21,8% no eren unitats familiars. En el 17% dels habitatges hi vivien persones soles el 4,6% de les quals corresponia a persones de 65 anys o més que vivien soles. El nombre mitjà de persones vivint en cada habitatge era de 2,8 i el nombre mitjà de persones que vivien en cada família era de 3,12.
Per edats la població es repartia de la següent manera: un 29,3% tenia menys de 18 anys, un 8,9% entre 18 i 24, un 31,6% entre 25 i 44, un 23% de 45 a 60 i un 7,3% 65 anys o més.
L'edat mediana era de 33 anys. Per cada 100 dones de 18 o més anys hi havia 98,7 homes.
La renda mediana per habitatge era de 44.479 $ i la renda mediana per família de 49.719 $. Els homes tenien una renda mediana de 35.385 $ mentre que les dones 25.733 $. La renda per capita de la població era de 19.714 $. Entorn del 12,9% de les famílies i el 17,8% de la població estaven per davall del llindar de pobresa.

## Poblacions properes
El següent diagrama mostra les poblacions més properes.